# Шорша
Шорша — деревня в Кочёвском районе Пермского края. Входит в состав Кочёвского сельского поселения. Располагается южнее районного центра, села Кочёво. Расстояние до районного центра составляет 10 км. По данным Всероссийской переписи населения 2010 года, в деревне проживало 39 человек (19 мужчин и 20 женщин).

## История
По данным на 1 июля 1963 года, в деревне проживало 183 человека. До конца 1962 года населённый пункт входил в состав Дуровского сельсовета, а в 1963 году деревня вошла в состав Кочёвского сельсовета.